# Archie Christie
 (mars 2018).
Si vous disposez d'ouvrages ou d'articles de référence ou si vous connaissez des sites web de qualité traitant du thème abordé ici, merci de compléter l'article en donnant les références utiles à sa vérifiabilité et en les liant à la section « Notes et références ».
Archibald Christie (né le 30 septembre 1889 et est mort le 20 décembre 1962) est un militaire et homme d'affaires britannique. Il fut le premier mari d'Agatha Christie. Il s'engagea dans la Royal Flying Corps et participa à la Première Guerre mondiale. Il trompa sa femme avec Nancy Neele, dactylo dans la compagnie d'assurance dans laquelle il travaillait. Il demandera le divorce en avril 1928 et épousera sa maîtresse.

## Distinctions
- Ordre du Service distingué